# 산탄나아레시
산탄나아레시(Sant'Anna_Arresi, 사르데냐어로는 아레시)는 이탈리아의 사르데냐 지역 수드사르데냐도에 있는 코무네(지방 자치체)로, 칼리아리에서 남서쪽으로 약 45 킬로미터 (28 mi), 카르보니아에서 남동쪽으로 약 20 킬로미터 (12 mi) 떨어져 있다.
산탄나아레시는 마사이아스와 테울라다 지방 자치체와 접해 있다.

## 주요 볼거리

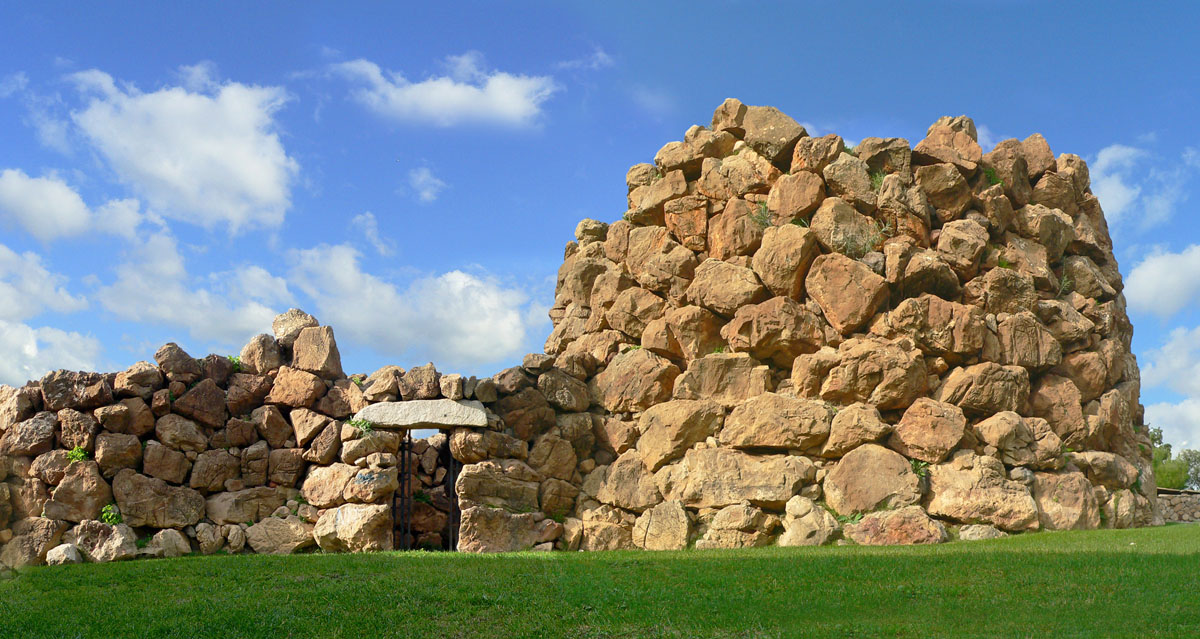
누라게 아레시

프라치오네인 포르토 피노는 거의 2 킬로미터 (1.2 mi)에 걸쳐 펼쳐진 깨끗한 해변을 가지고 있으며, 모래 언덕은 29 미터 (95 ft) 높이까지 솟아 있다. 이름에서 알 수 있듯이 이 지역은 자연주의적인 관점에서 알레포소나무의 존재로 중요성이 부각되는데, 약 90 헥타르 (220 ac)에 달하는 울창한 숲을 이루고 있다. 소나무 외에도 덤불 같은 포에니키아 노간주나무가 곳곳에 분포한다. 희귀한 케르메스 참나무도 있는데, 덤불 상태로는 섬 내에서도 극히 드문 몇 군데에서만 발견된다.
해변 뒤편의 습지대에는 가마우지과와 초록 가마우지 및 쇠가마우지를 포함한 수많은 새들이 서식한다.

## 문화
사르데냐와 재즈의 경계(Ai confini tra Sardegna e Jazz)는 국제 음악 축제이다. 이 축제는 8월 첫째 주/9월 첫째 주에 개최된다.